# Boccia
Boccia er et kuglespil, der er i familie med boules og pétanque. Sporten spilles ofte i handicap-regi, og i Danmark organiseres en stor del af sporten af Dansk Handicap Idræts-Forbund.
I Boccia er målet at kaste sine kugler så tæt på en målkugle som muligt. Efter hver runde tildeles der point til den spiller, der har sine kugler tættest på målkuglen. Kugler er hhv. røde og blå, mens målkuglen er hvid.
| Sport | Spire Denne artikel om sport er en spire som bør udbygges. Du er velkommen til at hjælpe Wikipedia ved at udvide den. |